# Диво

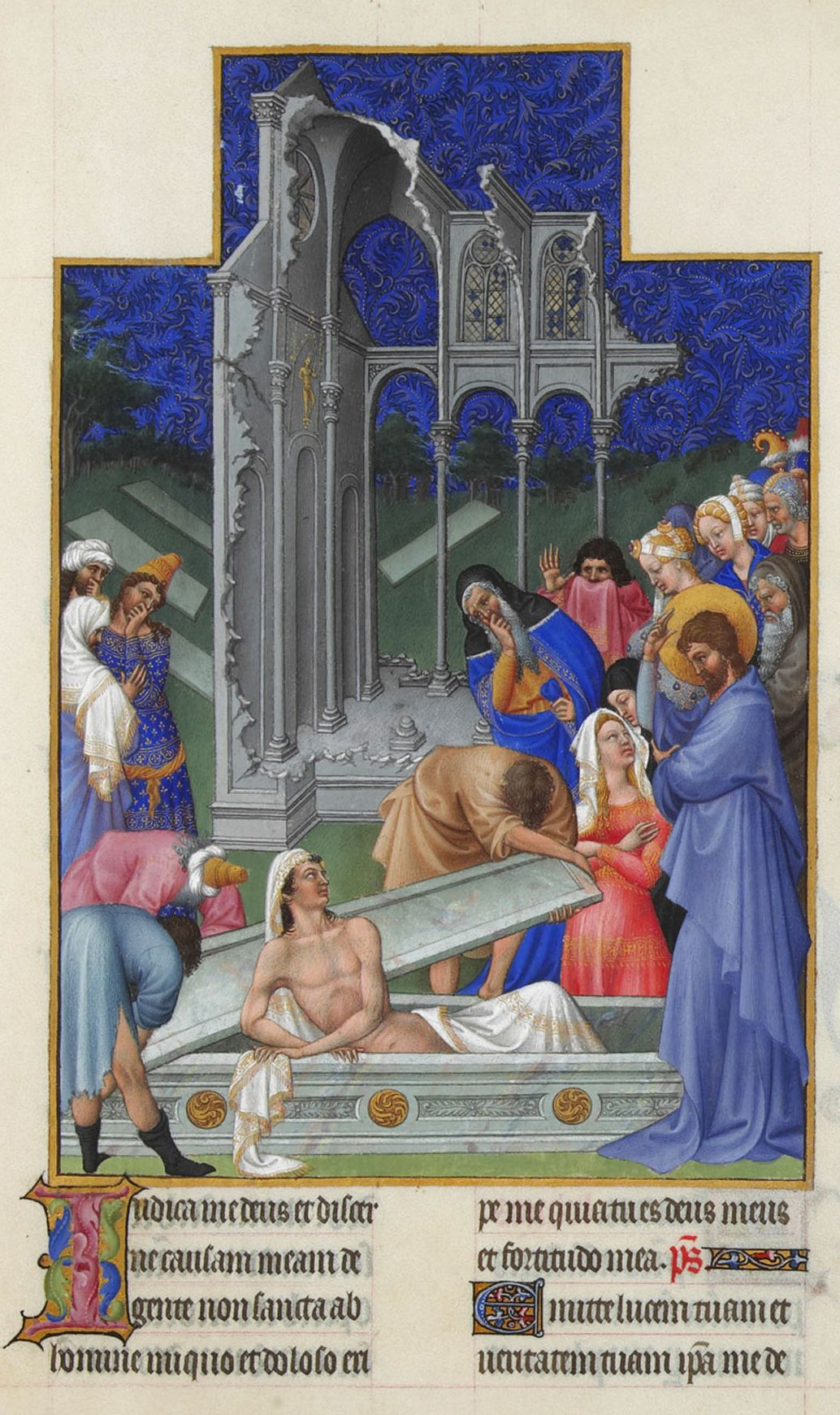
Чудо воскресіння Лазаря

Ди́во, чу́до — явище, що сприймається як спричинене надприродними силами, чаклунством, втручанням божественної сили. В переносному значенні — те, що гідне великого подиву, незвичайне, дивовижне, що викликає загальне захоплення, вражає своїми якостями, властивостями, красою.

## Етимологія
Найімовірніше походить від дієслова дивитися, яке коріниться в давньоіндійському dhī — споглядати, спостерігати.

## Підходи до визначення дива
Цицерон відкидав існування чудес як наслідків надприродного втручання, пояснюючи незвичайні події випадковостями і незнанням дійсних причин. «Те, що не може статися, ніколи не відбувається; те, що може, — це не диво» — писав він. Німецький філософ Фрідріх Гегель так визначав чудо: «Чудо означає, що перервався природний хід речей; але те, що називається природним ходом речей дуже відносне, наприклад дію магніту можна було б назвати чудом». П'єтро Помпонацці писав, що «Чудеса ж — не тому чудеса, що вони відбуваються повністю проти природи і всупереч порядку небесних тіл, але тому вони називаються чудесами, що незвичні і трапляються вкрай рідко і не в звичайному ході природи, а з тривалою періодичністю». За Людвігом Вітенгштайном, «Що в звичайному житті називається дивом, це, очевидно, просто подія, подібної якій ми ще ніколи не бачили».
За визначенням російського філософа Олексія Лосєва «Збіг випадково протікаючої емпіричної історії особистості з її ідеальним завданням і є чудо». Тобто, інтерпретувати явище як чудо можна тоді, коли воно має для особистості важливий ціннісний характер.

## Релігійні дива
У християнському богослов'ї вважається, що чудо завжди твориться Богом чи святим, якого Бог наділив певними силами, і завжди має духовне і символічне значення. Люди чи демони здатні певним чином самостійно використовувати невідомі іншим або неочевидні механізми природи, проте такі дії не порушують законів світу, на відміну від чуда.
Вичерпне визначення християнського чуда дав єпископ Феофан Кронштадтський: «Християнське чудо є видиме, вражаюче, надприродне явище (у фізичному світі, в тілесній, в духовній природі людини і в історії народу), створене особисто живим Богом для досягнення людиною релігійно-морального вдосконалення».